# شهرستان بکر (مینه‌سوتا)
شهرستان بکر، مینه‌سوتا (به انگلیسی: Becker County, Minnesota) شهرستانی در ایالات متحده آمریکا است که در مینه‌سوتا واقع شده‌است.